# María-Esther Vidal
María-Esther Vidal   (segle XX) és una professora veneçolana del Departament de Ciències de la computació de la Universitat Simón Bolívar des de 2005, i degana assistent de recerca i desenvolupament en ciències aplicades i enginyeria des de 2011, en marxa des de 2015. Actualment dirigeix el Grup de Web Semàntic, que inclou membres de diversos camps com bases de dades, aplicacions distribuïdes i intel·ligència artificial, i la seva investigació se centra en la resolució de problemes d'aquests camps.

## Biografia
Esther Vidal es va graduar en ciències de la computació a la Universitat Simón Bolívar el 1987, amb un màster en ciències de la computació el 1991, i com a doctora en ciències de la computació el 2000. De 1995 a 1999 va ser assistent d'investigació de la facultat de l'Institut d'Estudis Avançats d'Informàtica (UMIACS) a la Universitat de Maryland.
El 2011 es va convertir en directora de direcció per al desenvolupament de la facultat de la Universitat Simón Bolívar.
Des de 1988 ha aconsellat i ensenyat a més de 80 estudiants: 65 de pregrau, 10 de màster i 7 de doctorat. Com a estudiant de doctorat, va treballar amb Louiqa Raschid de la Universitat de Maryland.
El 2020, Esther Vidal va ser guardonada a Alemanya amb una menció honorífica com una de les 50 personalitats més influents de l'Enginyeria informàtica en l'última dècada, així com la quarta dona investigadora en la llista. Actualment és la directora del Grup de Gestió de Dades Científics de la Biblioteca Nacional Alemanya de Ciència i Tecnologia (Technische Informationsbibliothek) i membre del Centre de Recerca L3S de la Universitat Leibniz de Hannover.
Esther Vidal ha publicat més de 160 articles revisats per experts sobre web semàntic, bases de dades, bioinformàtica i intel·ligència artificial, co-escrits en una monografia i co-editats en llibres i revistes especialitzades. Maria-Esther ha abordat els reptes de crear grafs de coneixement per donar suport a la medicina de precisió; aquestes tècniques s'estan aplicant en projectes com iASiS i BigMedylitics, i durant més de 15 anys ha participat en projectes internacionals en col·laboració amb Louiqa Raschid de la Universitat de Maryland. També forma part de diversos consells editorials i ha estat la presidenta general, copresidenta, membre sènior, i revisora de diversos esdeveniments i revistes científiques, supervisora de projectes MSCA-ETN WDAquai NoBIAS, i professora visitant d'universitats com la Universitat de Maryland i KIT Karlsruhe.